# فرودگاه فدریکو گارسیا لورکا
فرودگاه فدریکو گارسیا لورکا (به انگلیسی: Federico García Lorca Airport) (به زبان بومی: Federico García Lorca Granada-Jaén Airport GRX) یک فرودگاه همگانی با کد یاتا GRX است که یک باند فرود آسفالت دارد و طول باند آن ۲۹۰۰ متر است. این فرودگاه در کشور اسپانیا قرار دارد و در ارتفاع ۵۶۷ متری از سطح دریا واقع شده‌است.

## شرکت‌های هواپیمایی و مقصدهای پروازی
| شرکت‌های هواپیمایی                      | مقصدهای پروازی |
| -------------------------------------- | --- |
| ایر اروپا                              | پالما د مایورکا |
| بریتیش ایرویز اجرا توسط بی‌ای سیتی‌فلایر | فصلی: لندن سی‌تی |
| ایزی‌جت                                 | گاتویک، منچستر، میلانو مالپنسا |
| ایبریا ایرلاین اجرا توسط ایر نوستروم   | مادرید-باراخاس |
| ویولینگ                                | بارسلونا-ال پرات، بیلبائو (آغاز از ۱ دسامبر ۲۰۱۷)، گرن کناریا (آغاز از ۴ دسامبر ۲۰۱۷)، پالما د مایورکا، شارل دوگل پاریس (آغاز از ۲ دسامبر ۲۰۱۷) تنریف جنوبی (آغاز از ۴ دسامبر ۲۰۱۷) |